# 曼尼費斯特 (路易斯安那州)
曼尼費斯特（英語：Manifest）是位於美國路易斯安那州卡塔胡拉堂區的一個非建制地區。

## 地理
曼尼費斯特所處的海拔為高於海平面24米（即79英呎），而該地所採用的時區為UTC-6，即北美中部時區（CST）。同時該地設有夏令時間，為UTC-6調快一小時，即UTC-5（CDT）。